# Ураган-3М
«Ураган-3М» (У-3М) — замкнутая ловушка для магнитного удержания плазмы, стелларатор-торсатрон. Установка расположена в Институте физики плазмы Национального научного центра «Харьковский физико-технический институт» (ИФС ННЦ ХФТИ), Харьков, Украина.

## Технические характеристики
Установка У-3М — торсатрон с открытым тороидальным винтовым дивертором. Торсатрон является трёхзаходным (l = 3), с девятью периодами (m = 9) винтового магнитного поля. У-3М оснащён вакуумной камерой объёмом 70 м3, диаметром 5 м и высотой 4 м. Объём вакуумной камеры в 300 раз больше, чем объём содержащейся в ней плазмы.